# Ficedula rufigula
Papa-moscas-de-garganta-ruiva ou papa-moscas-da-celebes (Ficedula rufigula) é uma espécie de ave da família Muscicapidae.
É endémica da Indonésia.
Os seus habitats naturais são: florestas subtropicais ou tropicais húmidas de baixa altitude.
Está ameaçada por perda de habitat.